# Ayuda de cámara del rey de España
El ayuda de cámara del Rey de España era un cargo palatino al servicio de los reyes de España, hoy desaparecido.

## Historia
Este oficio existía ya a finales del siglo XV. El príncipe Juan, primogénito de los Reyes Católicos, consideraba que:
Que si Dios, como le había hecho Príncipe, le hiciera un hidalgo particular, no procurara tener en la Casa Real otro oficio, sino el de ayuda de Cámara del Príncipe de Castilla, por ser los que mas asisten cerca de su persona, y con más continuación.
Su desaparición se produjo tras la muerte de Fernando VII, al subir al trono su hija Isabel II. En la época no se consideraba decoroso que la entonces reina-niña fuese servida por hombres en la parte más privada, por lo que la clase de ayudas de cámara fue sustituida por la de gentilhombre del interior.

## Descripción
Su misión era ayudar a los gentileshombres de cámara del rey en sus tareas cerca del monarca. Entre otras funciones, se encargaban de dar cada prenda al sumiller de Corps (o al gentilhombre de cámara de guardia) con objeto de que este última se la diera al monarca. A su vez el ayuda de cámara del Rey había recibido la prenda del Encargado del Guardarropa.
Desde el punto de vista del protocolo y ceremonial tenían entrada hasta la pieza denominada Gabinete particular de vestir. Era insignia de los ayudas de cámara del Rey una llave similar a la de los gentileshombres de cámara, pero de plata.